# نقابة التعدين العربية السعودية
نقابة التعدين العربية السعودية (بالإنجليزية: Saudi Arabian Mining Syndicate)‏ تعرف اختصارا باسم "SAMS" ، هي شركة تعدين أسسها المهندس كارل تويتشل عام 1937 بتمويل من مستثمرين من بريطانيا وأمريكيا ويتألف رأسمال الشركة من 20 ألف جنيه إسترليني ما يعادل 100 ألف دولار أمريكي وقد قسمت اسهم الشركة إلى 20 ألف سهم بحيث تكون قيمة السهم الواحد جنيه إسترليني وهو ما يعادل 5 دولارت.
وكان كارل تويتشل قد حصل على امتياز للتنقيب على المعادن من قبل الحكومة السعودية عام 1934 على أن يبدأ سريانه في عام 1937 ولمدة 58 سنة. وقد بدأت عملية التعدين في سنة 1939 واستمرت حتى 1954 ، وقدرت كمية الخام المستخرج من منجم مهد الذهب  وحده خلال تلك الفترة بنحو 900,000 طن أنتجت حوالي 765,768 أوقية ذهب و 1,002,029 أوقية فضة.